# کلیرکریک (ایندیانا)
کلیرکریک (به انگلیسی: Clear Creek) یک منطقهٔ مسکونی در ایالات متحده آمریکا است که در شهرستان مونرو، ایندیانا واقع شده‌است. کلیرکریک ۲۰۰ متر بالاتر از سطح دریا واقع شده‌است.